# آنتی‌ونوم
آنتی‌ونوم (انگلیسی: Antivenom) یک درمان خاص برای مسمومیت است.  آنتی‌ونوم از پادتن‌ها تشکیل شده است و برای درمان گزش‌ها و نیش‌های سمی خاص به کار می‌رود. تنها در صورت وجود سمیت قابل توجه یا خطر بالای سمیت، آنتی‌ونوم توصیه می‌شود. پادزهر خاص مورد نیاز به گونه سمی جانوری بستگی دارد. آنتی‌ونوم به صورت تزریقی مصرف می‌شود.
عوارض جانبی آن ممکن است شدید و شامل بیماری سرم، تنگی نفس و واکنش‌های آلرژیک از جمله آنافیلاکسی هستند. پادزهر به طور سنتی با جمع‌آوری زهر از جانور سمی و تزریق مقادیر کمی از آن به حیوان اهلی ساخته می‌شود. سپس پادتن‌های تشکیل شده از خون حیوان اهلی جمع‌آوری و تصفیه می‌شود.